# あずさ (列車)
あずさは、東日本旅客鉄道（JR東日本）が主に新宿駅 - 松本駅間を中央本線・篠ノ井線経由で運行する特急列車である。
なお本項では、主に甲府駅発着で運転される「かいじ」や、かつて同一経路で運転されていた「スーパーあずさ」とともに、中央本線の東京駅 - 塩尻駅間（中央東線）で運転されていた優等列車の沿革（歴史）についても記述する。

## 概要
1966年12月12日に新宿駅 - 松本駅間で「あずさ」が1日2往復で運転を開始した。
1977年3月25日に発売された狩人の楽曲『あずさ2号』が大ヒットしたことで一時的に「あずさ」の利用客が増えるなど、沿線利用者や鉄道ファン以外でも知名度は高い。
1988年には、甲府駅・竜王駅といった山梨県内止まりの列車を「かいじ」として分離した。
また1994年から2019年までの間、E351系およびE353系を使用する列車については「スーパーあずさ」の名称で運行していた（後述参照）。

### 列車名について
特急「あずさ」の愛称は公募により決定された。「あずさ」は、長野県松本市の上高地を流れる梓川（あずさがわ、犀川の上流域の名称）に、「かいじ」は、山梨県の旧国名である甲斐国（別称：甲州）に向かうことから、「甲斐路（かいじ）」に由来している。
なお、「あずさ」の名称は1960年1月1日 - 4月25日に新宿駅 - 松本駅間の臨時夜行準急に、「かいじ」の名称は1961年10月1日 - 1965年9月30日には新宿駅 - 甲府駅で運転されていた準急列車に、1965年12月 - 1986年10月31日には新宿駅 - 松本駅間で運転されていた急行列車に使われていた。
E351系が導入された1993年以降、前面や側面の案内表示器における列車名の英語表記『Azusa』の頭文字（A）を『⊿』のように表示する形が採用された。これはE257系や後継形式のE353系でも使用されている。

## 運行概況
2025年3月15日現在、定期列車は「あずさ」は16往復、「かいじ」は14往復運転されている。号数は下りは新宿駅発、上りは新宿駅着順に通し番号となっている。
- あずさ：16往復
  - 新宿駅 - 松本駅間（下り9本／上り10本）：下記以外
  - 東京駅 - 松本駅間（下り5本／上り4本）：下り41・45・49・53・55号／上り4・8・12・16号
  - 新宿駅 - 白馬駅間（上下1往復）：下り5号／上り38号
  - 千葉駅 - 松本駅間（上下1往復）：下り3号／上り50号
- かいじ：14往復
  - 新宿駅 - 甲府駅間（下り7本／上り10本）：下記以外
  - 東京駅 - 甲府駅間（下り5本／上り2本）：下り35・39・43・57・59号／上り10・14号
  - 東京駅 - 竜王駅間（下り2本／上り2本）：下り47・51号／上り2・6号

新宿駅 - 甲府駅間では「あずさ」と「かいじ」を合わせて毎時2本が運行されている。午前の上り列車の一部と午後の下り列車の一部は東京駅発着で運転されるほか、「あずさ」に総武本線千葉駅や大糸線白馬駅を発着する列車、「かいじ」に竜王駅を発着する列車が存在する。
2020年3月13日までは、千葉駅と南小谷駅の間を直通する「あずさ」が下り1本のみ設定されていた。この列車は千葉 - 南小谷間341.6kmを5時間4分かけて運転されており、全国有数の長距離特急列車であった。
2025年3月のダイヤ改正より、南小谷発着の5号・46号を白馬発着にすると発表。これにより、特急「あずさ」の南小谷乗り入れが廃止となった。同日に一部編成を12両から9両に変更した。

### 停車駅
新宿駅では基本的に中央線特急専用ホームである9・10番線に発着するが、一部列車は快速列車のホームである7・11番線に到着する。甲府駅では原則として下りは1番線、上りは2番線から発車するが、ごく稀に上り臨時列車で3番線から発車する場合がある。松本駅では1 - 4番線が使用される。
2025年3月15日現在。
- ●：全列車が停車
- ▽：下り列車が停車
- 数字：一部停車（数字は停車本数）
- －、→：通過
- =：経由なし

| 列車名 | 運行本数＼駅名    | 千葉駅 | 船橋駅 | 錦糸町駅 | 東京駅 | 新宿駅 | 立川駅 | 八王子駅 | 大月駅 | 塩山駅 | 山梨市駅 | 石和温泉駅 | 甲府駅 | 竜王駅 | 韮崎駅 | 小淵沢駅 | 富士見駅 | 茅野駅 | 上諏訪駅 | 下諏訪駅 | 岡谷駅 | 塩尻駅 | 松本駅 | 豊科駅 | 穂高駅 | 信濃大町駅 | 白馬駅 |
| ------ | ----------------- | ------ | ------ | -------- | ------ | ------ | ------ | -------- | ------ | ------ | -------- | ---------- | ------ | ------ | ------ | -------- | -------- | ------ | -------- | -------- | ------ | ------ | ------ | ------ | ------ | ---------- | ------ |
| あずさ | 下り1本           | ●      | ●      | ●        | =      | ●      | ●      | ●        | ●      | ●      | ●        | ●          | ●      | →      | ●      | ●        | ●        | ●      | ●        | ●        | ●      | ●      | ●      |        |        |            |        |
| あずさ | 上り1本           | ●      | ●      | ●        | =      | ●      | ●      | ●        | ●      | ←      | ←        | ←          | ●      | ←      | ●      | ●        | ●        | ●      | ●        | ●        | ●      | ●      | ●      |        |        |            |        |
| あずさ | 下り5本           |        |        |          | ●      | ●      | ●      | ●        | 1      | 1      | 1        | 1          | ●      | →      | 3      | ●        | 3        | ●      | ●        | 3        | ●      | ●      | ●      |        |        |            |        |
| あずさ | 上り4本           |        |        |          | ●      | ●      | ●      | ●        | 1      | 1      | 1        | 1          | ●      | ←      | 3      | 3        | 3        | ●      | ●        | 3        | ●      | ●      | ●      |        |        |            |        |
| あずさ | 下り7本           |        |        |          |        | ●      | ●      | ●        | 1      | →      | →        | →          | ●      | →      | 4      | ●        | 1        | ●      | ●        | →        | ●      | ●      | ●      |        |        |            |        |
| あずさ | 上り10本          |        |        |          |        | ●      | ●      | ●        | 1      | 1      | 1        | 1          | ●      | ←      | 4      | ●        | 1        | ●      | ●        | 1        | ●      | ●      | ●      |        |        |            |        |
| あずさ | 下り2本           |        |        |          |        | ●      | ●      | ●        | →      | →      | →        | →          | ●      | →      | →      | →        | →        | ●      | ●        | →        | →      | →      | ●      |        |        |            |        |
| あずさ | 下り1本／上り1本  |        |        |          |        | ●      | ●      | ●        | －     | －     | －       | －         | ●      | －     | －     | ▽        | －       | ●      | ●        | －       | ▽      | ▽      | ●      | ●      | ●      | ●          | ●      |
| かいじ | 下り5本／上り2本  |        |        |          | ●      | ●      | ●      | ●        | ●      | ●      | ●        | ●          | ●      |        |        |          |          |        |          |          |        |        |        |        |        |            |        |
| かいじ | 下り2本／上り2本  |        |        |          | ●      | ●      | ●      | ●        | ●      | ●      | ●        | ●          | ●      | ●      |        |          |          |        |          |          |        |        |        |        |        |            |        |
| かいじ | 下り7本／上り10本 |        |        |          |        | ●      | ●      | ●        | ●      | ●      | ●        | ●          | ●      |        |        |          |          |        |          |          |        |        |        |        |        |            |        |

#### 臨時停車等
以下の駅で臨時停車が行われたことがある。
- 中野駅：かつて、新宿駅の甲州街道跨線橋の架け替え工事によって中央線快速の中野駅 - 御茶ノ水駅間が使用停止になった際、中野駅発着となった。
- 高尾駅：三鷹駅 - 立川駅間の連続立体交差事業によってこの区間の一部が運休となった際に立川駅または八王子駅発着として運行され、京王線・京王高尾線との振替輸送のため、臨時停車となった。また、2023年に高尾駅構内での工事の際、一時的に八王子駅 - 高尾駅間が運休となり一部列車が高尾駅発着となった[4]。
- 相模湖駅 - さがみ湖リゾート プレジャーフォレストのイルミネーション時期（概ね12月中旬から下旬）などに「かいじ」が臨時停車[5]。
- 勝沼ぶどう郷駅 - 冬季を除く土休日に、主に「かいじ」が臨時停車[6]。
- 甲斐大和駅 - 竜門峡の紅葉シーズン（概ね11月）に「かいじ」が臨時停車していた。
- 酒折駅 - 7年に一度甲斐善光寺で行われる御開帳に伴う「かいじ」が臨時停車。ただし、実施時は下り2本のみ。

### 使用車両・編成
E353系電車
- 2017年12月23日から、松本車両センター配置のE353系電車で運行される[7]。
- 「あずさ」は16往復中4往復が基本編成9両に付属編成3両を併結した12両編成で運転され、残りの12往復は基本編成のみの9両編成で運転されている。12両編成で運転される列車のうち1往復（5・46号）は大糸線白馬駅まで乗り入れるが、大糸線に乗り入れる車両は基本編成9両のみで、松本駅で付属編成3両の増解結を行う。2022年3月12日改正から2024年3月16日改正までは、南小谷発の列車（46号）は全区間基本編成9両で運転されたが、多客が見込まれる日には46号（と新宿折返し後の53号）が12両編成で運転されることもあった。「かいじ」は全列車基本編成9両のみで運転される。
- 「あずさ」は16往復中1往復（3・44号）は千葉・新宿 - 大月間で、「かいじ」は14往復中3往復（7・11・15・32・36・48号）は新宿駅 - 大月駅間で付属編成3両の富士急行線に直通する特急「富士回遊」と連結して12両編成で運転している。
- 2019年春のダイヤ改正以降、中央東線の特急（「あずさ」「かいじ」）の定期列車は全てE353系に統一された[8]。また、全車指定席になり座席未指定券を購入の場合は普通車指定席のみ空席を利用することができるようになった。

E257系2000番台・5000番台
- 2021年12月30日から、一部の臨時列車にて大宮総合車両センター東大宮センターのE257系5000番台9両編成が使用されている[9]。0番台時代と異なり、付属編成が廃車されたため11両編成への増結は行われていない。
- 2024年7月13日より運転を開始した特急「アルプス」の間合いで2000番台が充当される場合がある[10]。

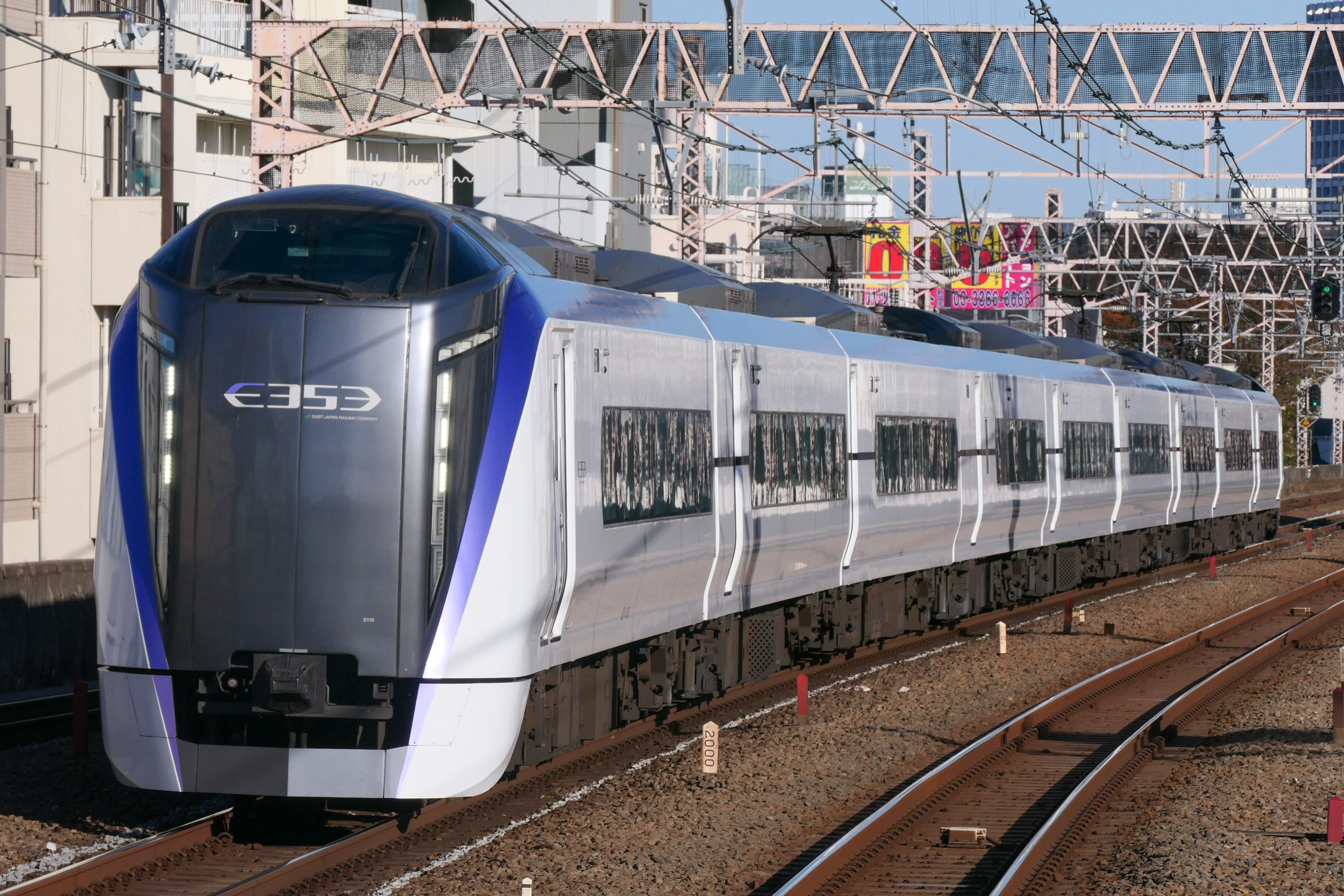
E353系
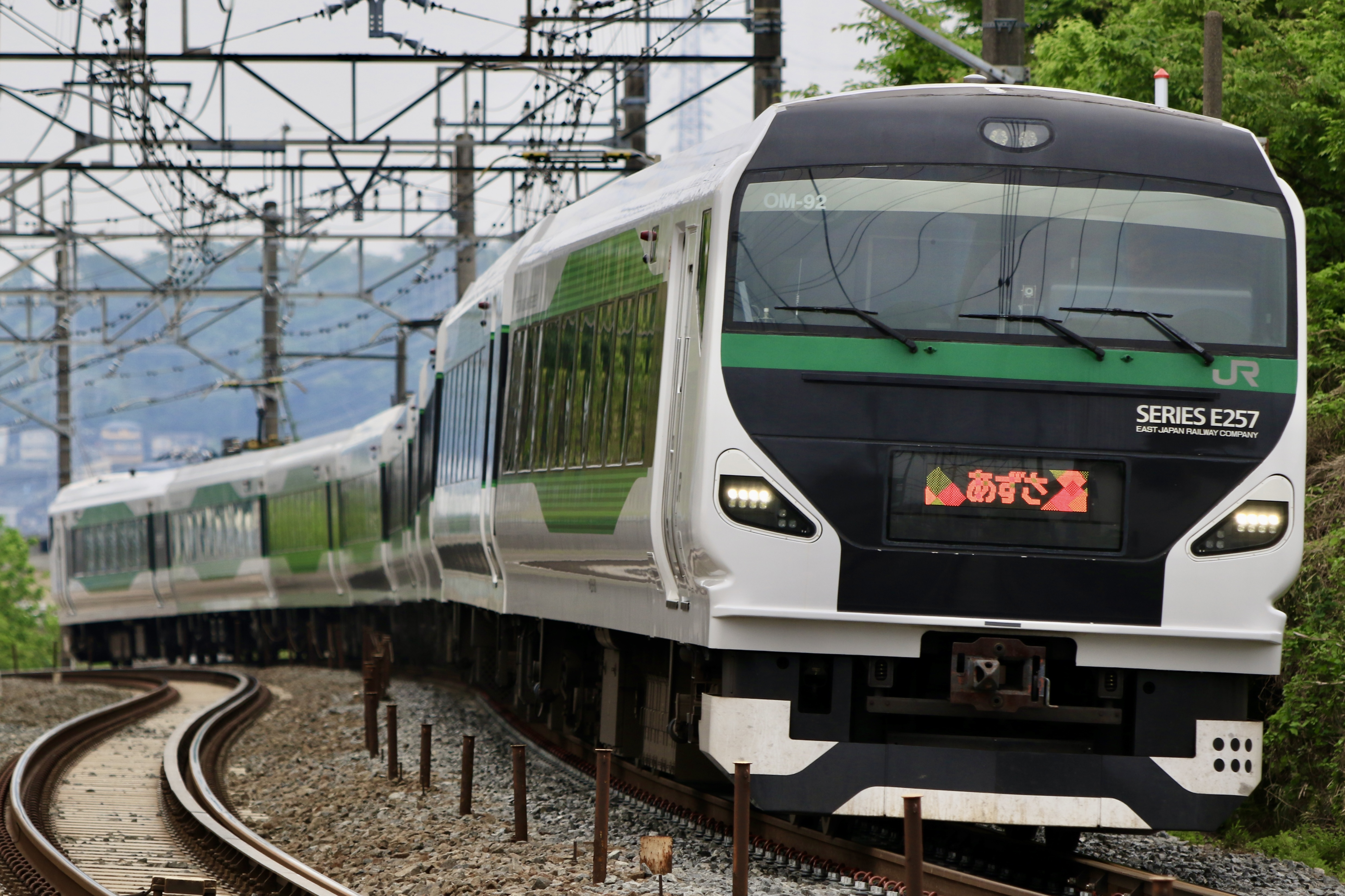
E257系5000番台

#### 過去の使用車両
181系
- 1966年12月12日の特急「あずさ」運転開始から1975年12月6日の189系への置き換え完了まで使用された。
- 当初は田町電車区の10両編成を使用し、上越線特急「とき」と共通運用を行った。1969年7月1日には新潟運転所に運用が移管され、1973年10月1日改正では長野運転所に運用が移管されて食堂車の連結が終了した。

183系0番台
- 1972年10月2日改正で「あずさ」は定期6往復化されたが、増発用に充てられる元向日町運転所所属の181系の耐寒・耐雪改造工事が終了した12月17日まで、幕張電車区の183系が代走を行ったことが「あずさ」での本系列使用のはじまりである。翌1973年10月1日改正で「あずさ」は10往復化されたが、うち5往復が幕張電車区配置の183系0番台による定期運用となり、1985年3月14日改正まで使用された。（1982年11月15日改正以降は同区配置の183系1000番台も使用）
- また、1992年に「あずさ」・「かいじ」編成の増強（M16・17編成の9両化）が行われた際には、幕張からはMM'-1,7の0番代ユニットが松本に転属した。翌年の全編成9両化ではMM'-11,12とTs-19が松本に転属した[12]。
- 1977年に狩人が歌う「あずさ2号」という曲がヒットしたが、当時列車としての「あずさ2号」（新宿8:00発　松本・白馬まで季節延長）を担当していたのはこの車両である。

183系1000番台
- 1982年11月15日改正で新潟運転所から12両編成7本が長野運転所に転属して「あずさ」での使用が開始され、以下の変遷をたどりながらE257系への置き換えまで189系とともに使用された。
  - 1985年3月14日改正 - 向日町・金沢・田町・幕張の各区からの転属車を迎え入れ、12両編成7本・9両編成6本の体制となった。
  - 1986年11月1日改正 - 「あずさ」の運用移管が行われ、長野運転所配置車は松本運転所に転属となり、全列車が9両編成での運転となった。
  - 1987年12月26日 - 大規模なアコモデーション改造を行い「グレードアップあずさ」とした車両の運用を開始。
  - 1988年3月13日改正 - 「あずさ」のうち新宿〜甲府間の列車を「かいじ」と愛称変更するとともに、「かいじ」用として6両編成を組成。
  - 1992年7月21日 - あずさ色の183系が運用開始される[13]。
  - 1993年夏 - 幕張・長野から6両が松本に転属し、6両編成で運転されていた「あずさ」・「かいじ」を9両化する[13]。この際、幕張からはMM'-1,7の0番代ユニットが転属した[疑問点 – ノート][12]。
  - 2002年12月1日改正 - E257系の増備により「あずさ」での定期運用消滅[14]。
  - 2003年度 - 松本運転所への配置消滅[15]。

189系
- 長野運転所配置の181系を置き換えるため、1975年5月から10両編成の投入が行われ、同年7月9 - 24日に臨時的に運用されたのが「あずさ」での初使用である[16]。本格的な置き換えは同年10月27日・11月9日・12月9日の3回に分けて行われ、181系の使用は終了した。その後の変遷は以下の通りである。
  - 1978年10月3日改正 - 輸送力増強が行われ「あさま」とともに12両編成となった。（「あずさ」は9月28日から12両で運転）
  - 1986年11月1日改正 - 「あずさ」の運用移管により、長野所属の189系の運用が消滅するが、MM'ユニットの一部は松本運転所に転属し183系との混運用が始まる。
  - 1997年10月12日 - 大月駅で発生した衝突事故によりE351系の車両不足が発生し、E351系の検査日に限り長野総合車両所の189系11両編成（N102・105編成）が4M・7M・12M・15Mに充当された[16]。
  - 1998年3月14日改正 - グレードアップ車11両5本が「あずさ」塗装に変更のうえ「あずさ」・「かいじ」の下り7本、上り6本を担当。同時に、グレードアップ車を主体とする189系9両4本が松本運転所に移管され、183系と共通使用される[14]。
  - 2001年12月1日改正 - 長野所11両編成の運用終了。（松本車は2002年11月まで使用）
- 定期運用から撤退した後も、2018年11月まで臨時列車に田町車両センター・大宮総合車両センター・幕張車両センター・豊田車両センター・長野総合車両センターの所属車両が使用されていた。

E351系
- 1993年12月23日から2018年3月16日まで使用されていた。なお、1994年12月3日以降は専ら「スーパーあずさ」として運行された。

E257系0番台
- 定期運用としては2001年12月1日から2019年3月15日まで使用されていた（臨時列車では2021年まで使用）。
- 2019年から基本編成が2000番台と5000番台に改造され、引き続き臨時列車に運用。付属編成は定期運用終了後に全車両が廃車。

E257系500番台
- 2018年から2019年まで臨時列車で使用されていた。

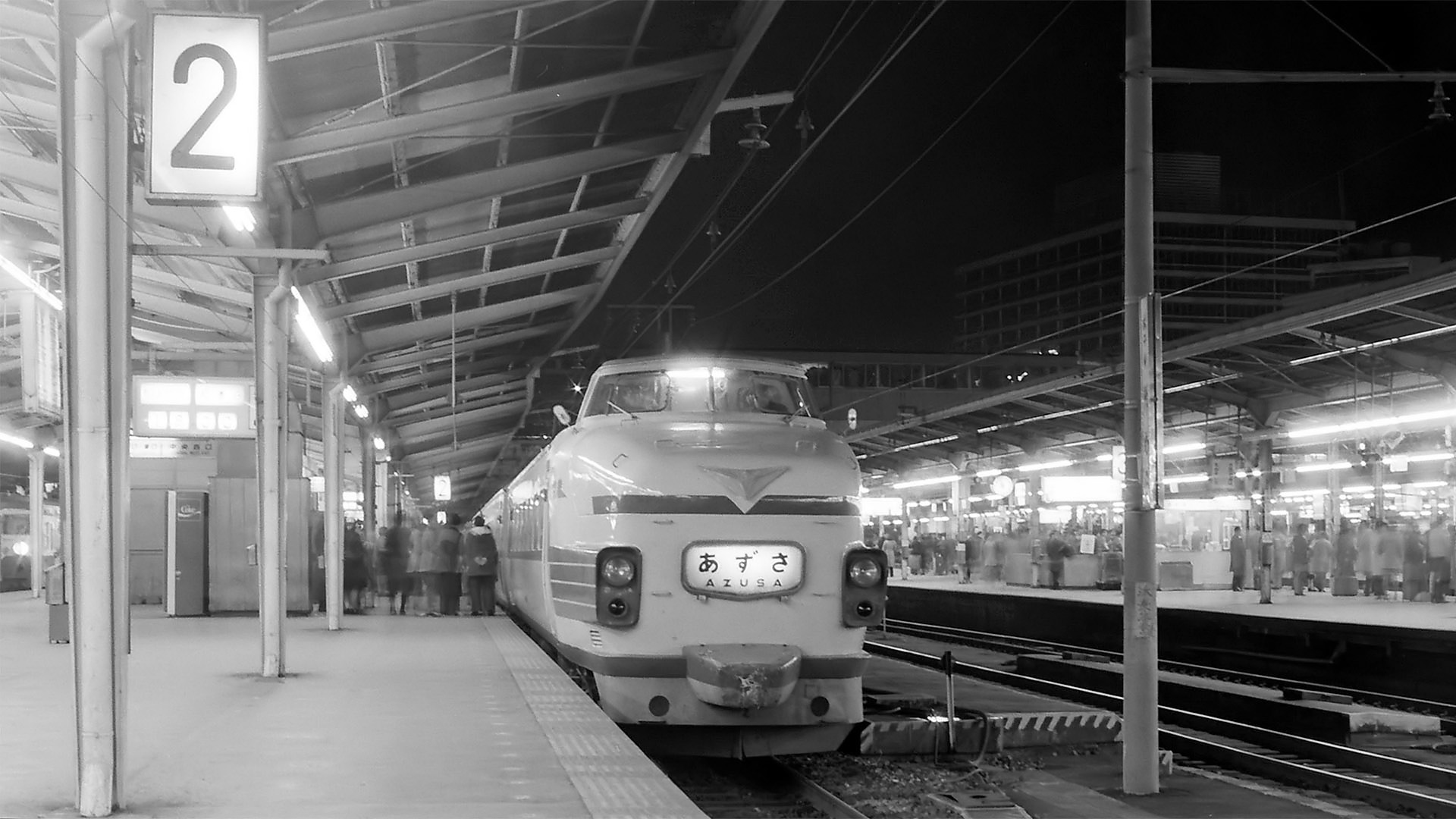
181系
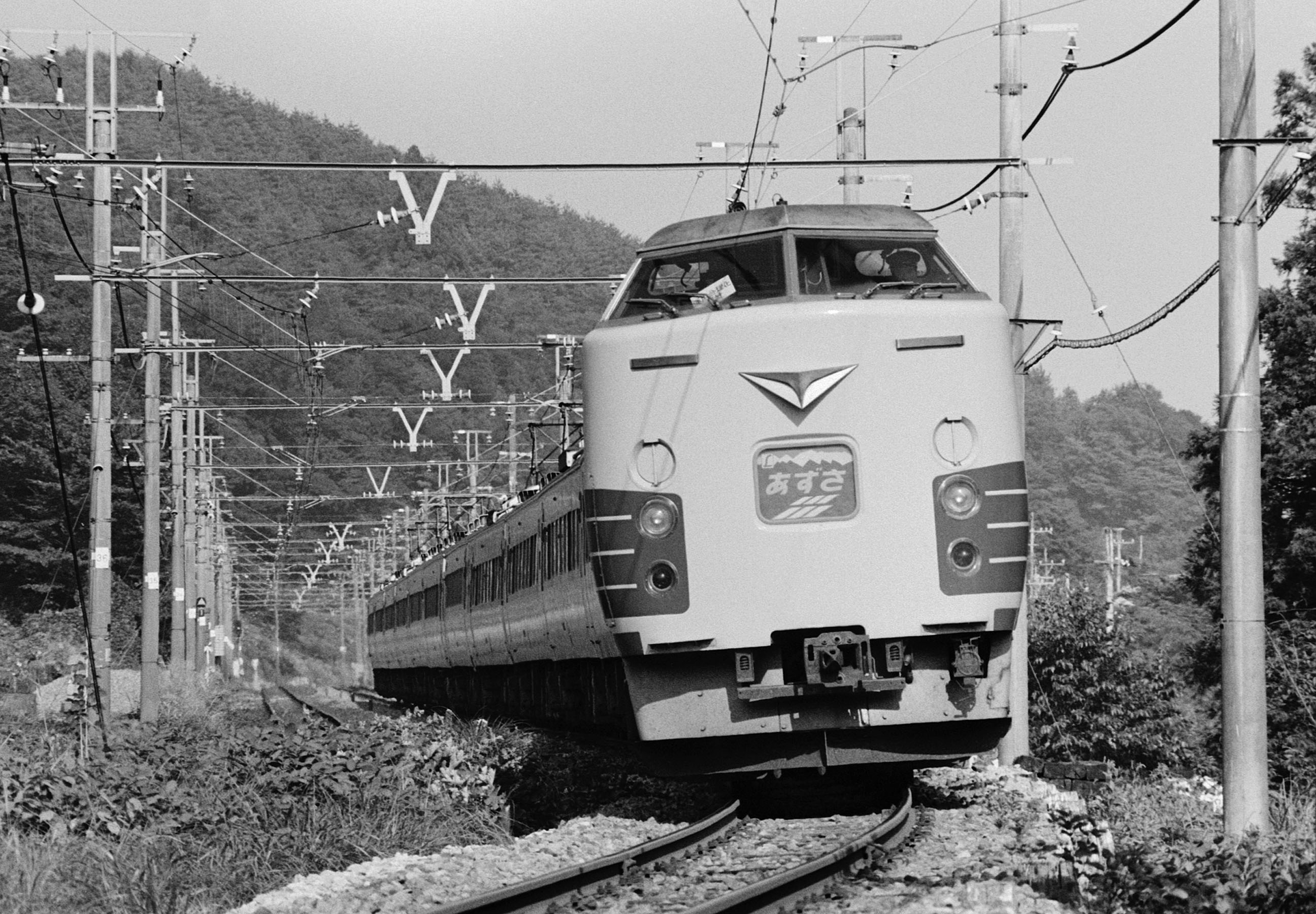
183系
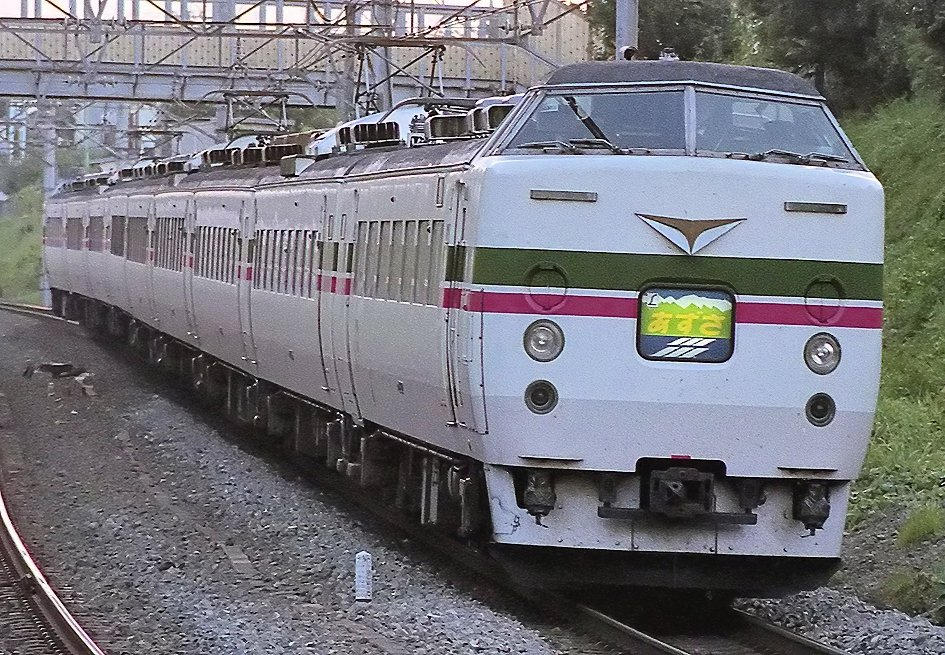
183系グレードアップ車
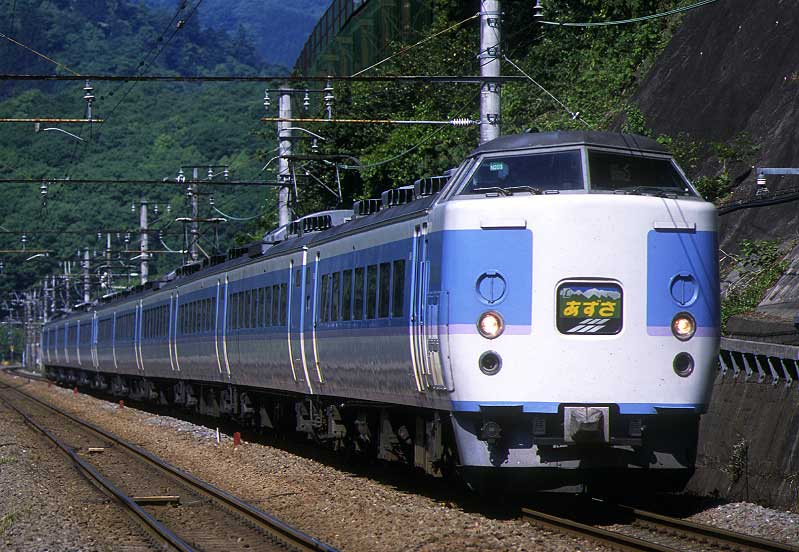
183系あずさ色
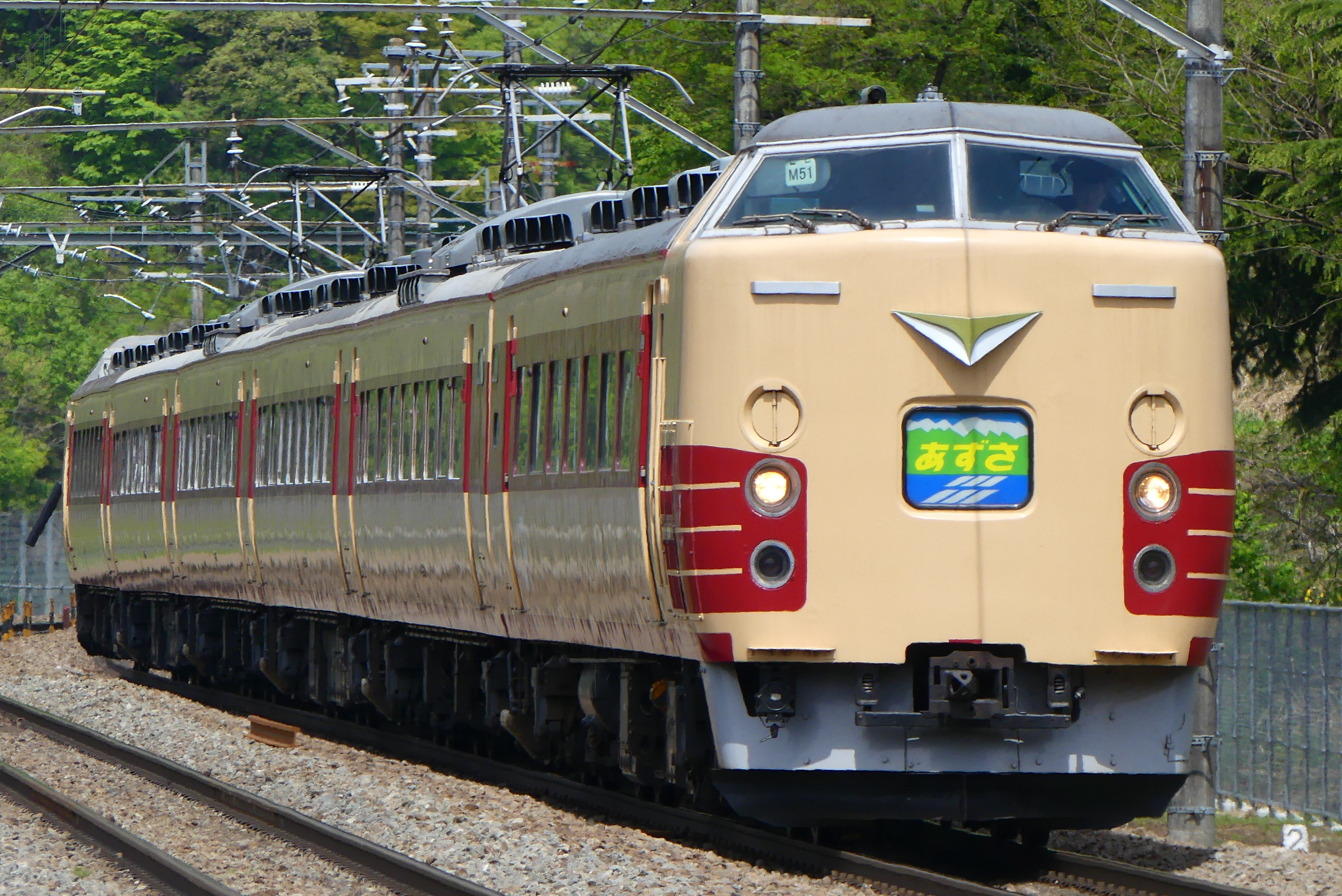
189系
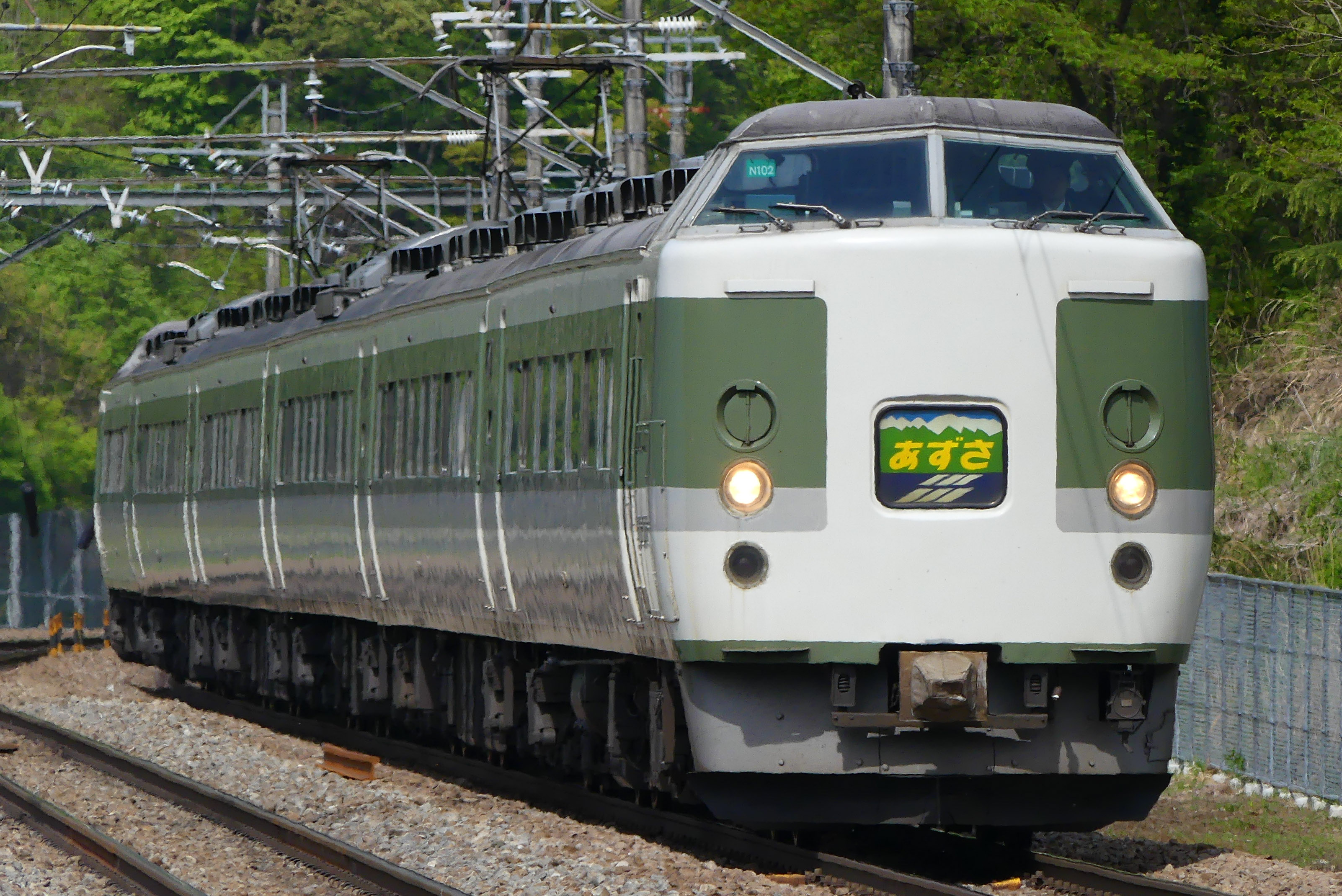
189系あさま色
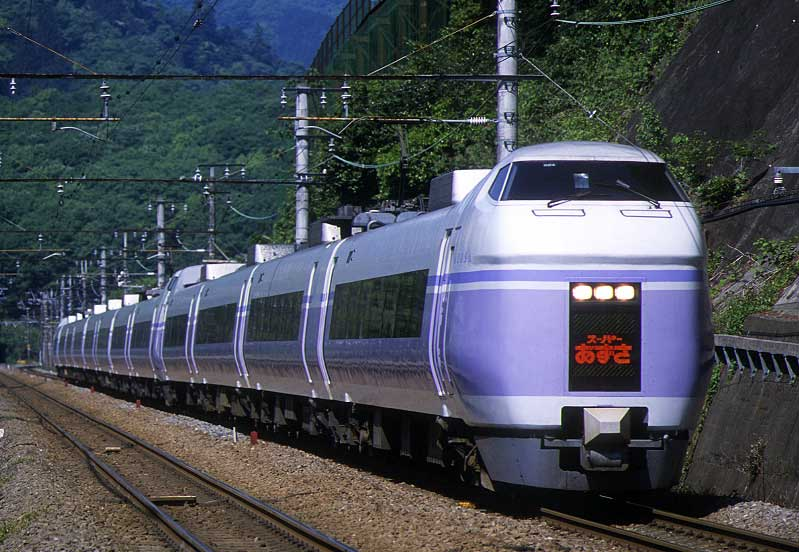
E351系
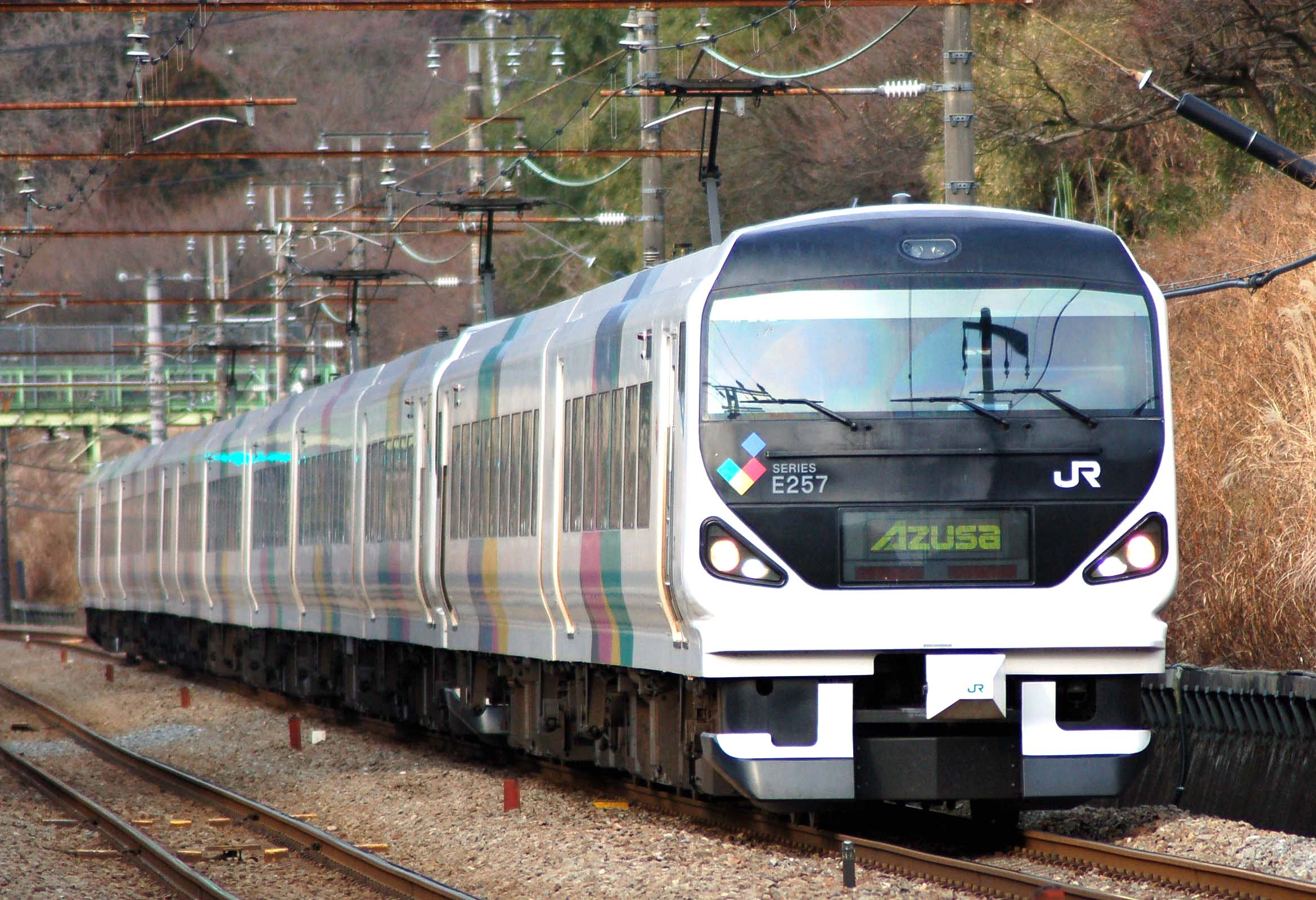
E257系0番台

### 運転速度と所要時間
| 区間          | 最短所要時間 | 最長所要時間 |
| ------------- | ------------ | ------------ |
| 新宿 - 松本   | 2時間23分    | 2時間54分    |
| 新宿 - 甲府   | 1時間22分    | 1時間38分    |
| 新宿 - 八王子 | 28分         | 38分         |
| 千葉 - 松本   | 3時間32分    | 3時間45分    |
| 甲府 - 松本   | 1時間        | 1時間20分    |

2022年3月現在のダイヤでは、新宿駅 - 松本駅間の約225.1kmを最も速い「あずさ」37号は2時間29分で走行している。この区間の表定速度は約90km/hと、在来線特急列車としては比較的速い部類に入る。しかし、中央本線の高尾駅 - 塩尻駅間は全体の運行本数は少ないものの、大部分が山間部を縫って走る路線のためにカーブや勾配が多く、さらに茅野駅と上諏訪駅の間にある普門寺信号所から岡谷駅までの間は単線であることから対向列車の待ち合わせが発生する。また、高尾駅 - 東京駅間は線形は比較的良いが、通勤路線で本数が非常に多い快速電車と同じ線路を走行するため、それらの電車の間を縫って走行しなければならず、速度向上の妨げになっている。
181系で運行されていた時代は、旧線を走行したことから最高速度が95km/hに留まり、新宿 ‐ 松本間の所要時間は4時間近くに上った。183系に置き換わり最高速度が120km/hまで向上したことや、塩嶺トンネルの開通による新線への切り替えにより、同区間の所要時間は最短で2時間40分にまで短縮したが、最高速度で走行可能な区間は塩嶺トンネルなど全区間の5%程度に過ぎなかった。一部がE351系に置き換わり、半径400m以上の曲線で本則+25km/hでの走行が可能となったものの、全列車を置き換えるには至らなかった。残った183系を置き換える目的で投入されたE257系は低重心化が図られたものの、半径400m以上の曲線の通過速度は本則+15km/hまでに留まっていた。

## 臨時列車
近年運行された中央東線の主な臨時特急列車には、以下に挙げる列車がある。このほか2003年12月31日には松本駅から東京臨海高速鉄道りんかい線新木場駅へ向かう臨時特急「カウントダウンあずさ94号」がE257系を使用して運行された（りんかい線内は快速として運行）。

### かいじ70号
「かいじ70号」は、甲府駅 - 東京駅間を中央本線経由で運転する臨時特急列車である。
八王子駅 - 東京駅間の特急列車として「はちおうじ」号があったが、2025年3月のダイヤ改正で中央線快速電車・青梅線直通電車において普通列車グリーン車営業が開始される事に伴い「はちおうじ」号が運転を終了したものと、かねてより山梨県や沿線自治体から早朝時間帯の特急列車の設定を求める要望が出されていたことに伴う2つの側面から運行されることとなったと考えられている原則として平日のみ運行するとしている臨時特急列車であり、甲府駅発である事から「かいじ」として運転されることとなったものである。
停車駅
- 甲府駅 - 石和温泉駅 - 山梨市駅 - 塩山駅 - 大月駅 - 八王子駅 - 立川駅 - 新宿駅 - 東京駅

使用車両・編成
- 松本車両センター配置のE353系9両編成で運行される。

### 甲信エクスプレス

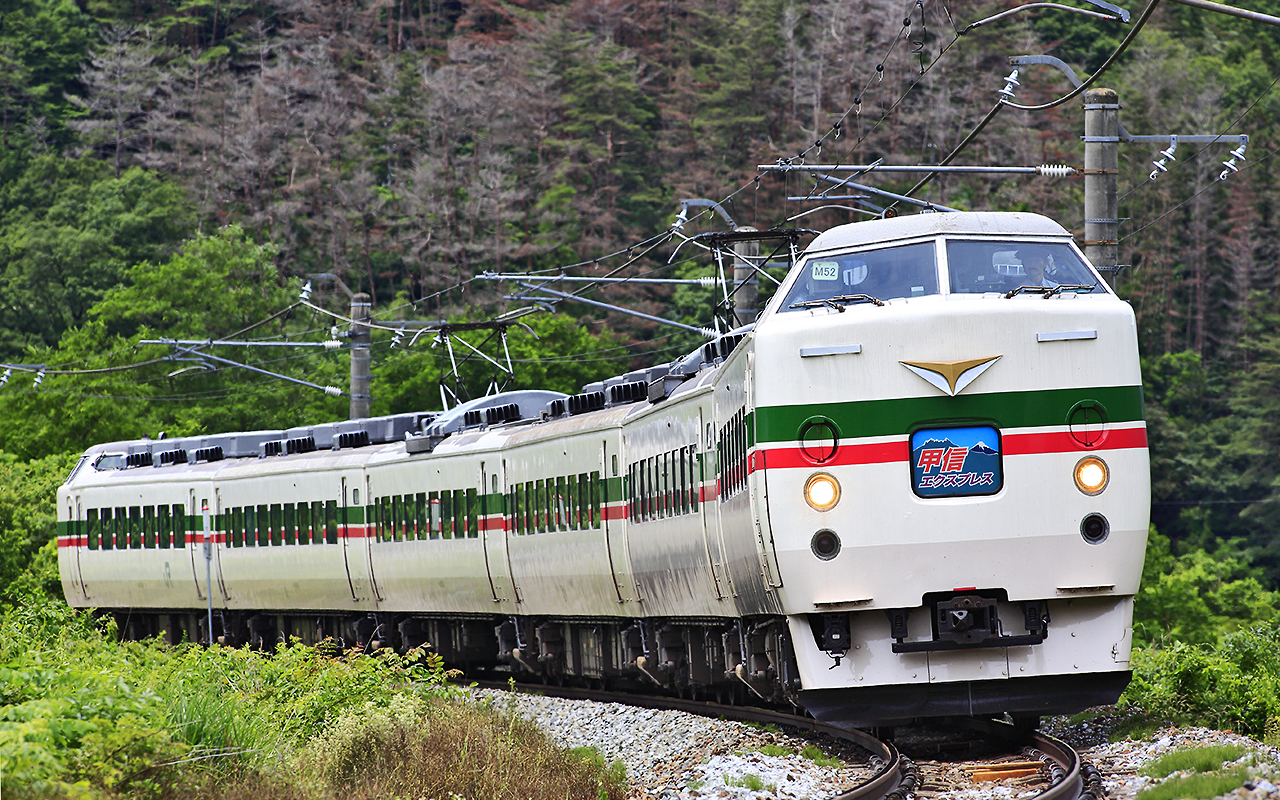
189系 甲信エクスプレス（2016年6月25日 坂北駅 - 聖高原駅間）

「甲信エクスプレス」は山梨・諏訪エリアから長野駅経由で北陸新幹線へ接続し、北陸方面へのアクセスを便利にする目的で塩山駅 - 長野駅間で運転された臨時特急列車である。
設定当初は下り甲府駅発が7時台と始発「あずさ」より約1時間早く、上りも甲府駅着が最終「あずさ」より遅く設定されていた。また、甲府駅から長野駅へ向かう定期直通特急列車は1997年9月30日を最後に途絶えており、現在は塩尻駅または松本駅で「あずさ」と「しなの」を乗り換える必要があるが、臨時ながらもこの列車の設定により乗り換えなしで行くことができた。また長野駅では、北陸新幹線「かがやき」「はくたか」と接続していた。2016年秋以降は設定されていない。
停車駅
- 塩山駅 - 山梨市駅 - 石和温泉駅 - 甲府駅 -（竜王駅）- 韮崎駅 - 小淵沢駅 - 上諏訪駅 - 下諏訪駅 - 岡谷駅 - 塩尻駅 - 松本駅 - 篠ノ井駅 - 長野駅

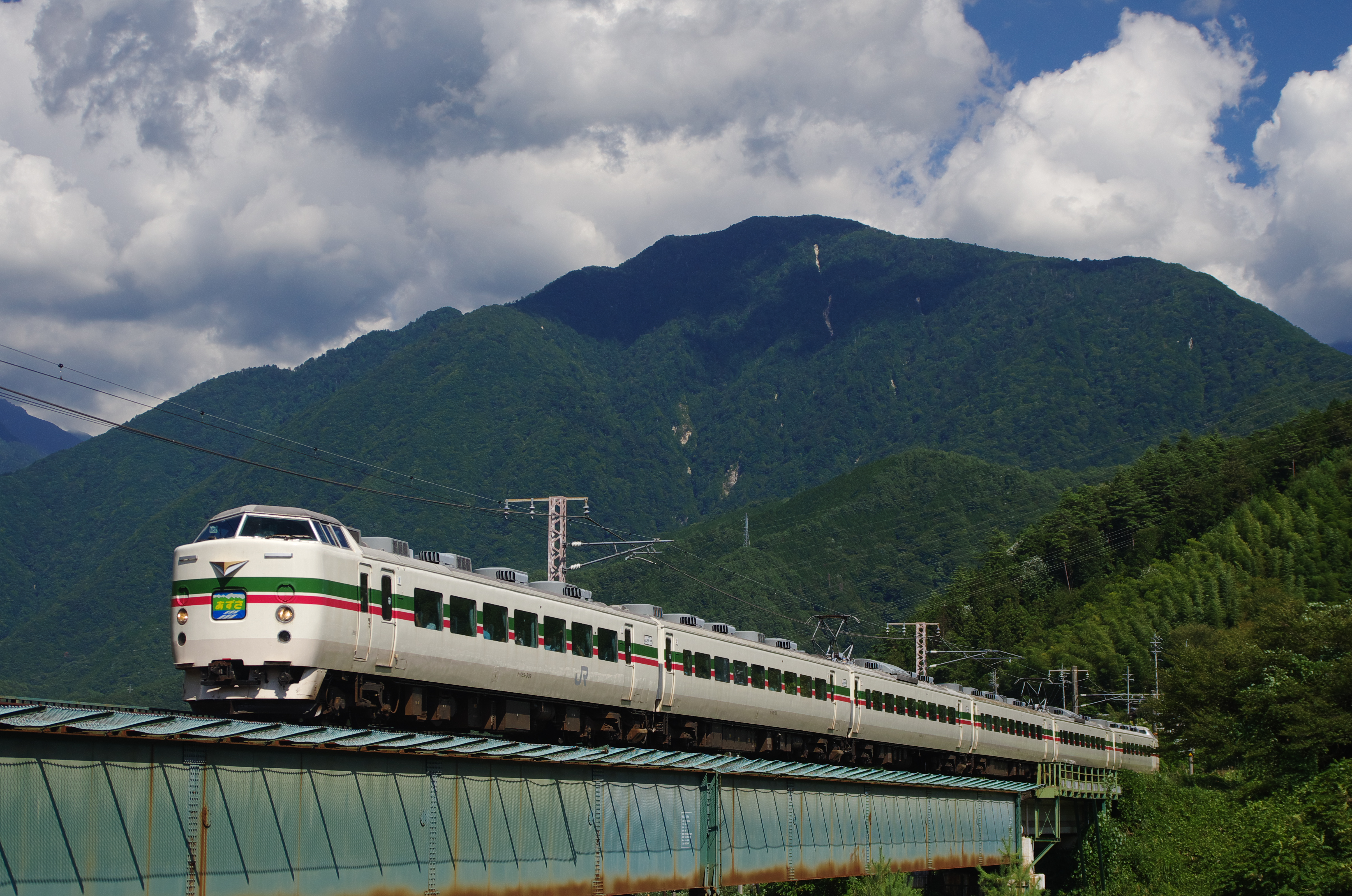
189系 木曽あずさ（2017年9月9日 須原駅 - 大桑駅）

※2015年秋まで竜王駅にも停車していた。
使用車両
- 189系6両編成（全車普通車指定席）

### 木曽あずさ
「木曽あずさ」は2017年（平成29年）に実施された信州デスティネーションキャンペーンの一環として、新宿駅 - 南木曽駅間を辰野駅経由で運転された臨時特急である。沿線での滞在を考慮し、新宿発南木曽行きが運行された翌日に南木曽発新宿行きの列車が運転される形態で、3回運行された。辰野駅では飯田線駒ケ根駅行きの臨時快速「飯田線リレー号」と接続を取っていた。
当列車は旅客営業取扱基準規程の列車特定区間の規定により、岡谷駅 - 塩尻駅間の特急料金がみどり湖駅経由で計算された。
2018年にも信州アフターディスティネーションキャンペーンの一環で2往復運行された。
停車駅
- 新宿駅 - 立川駅 - 八王子駅 - 甲府駅 - 茅野駅 - 上諏訪駅 - 岡谷駅 - 辰野駅 - 塩尻駅 - 奈良井駅 - 木曽福島駅 - 南木曽駅

使用車両
- 189系6両編成（全車普通車指定席）

### はまかいじ

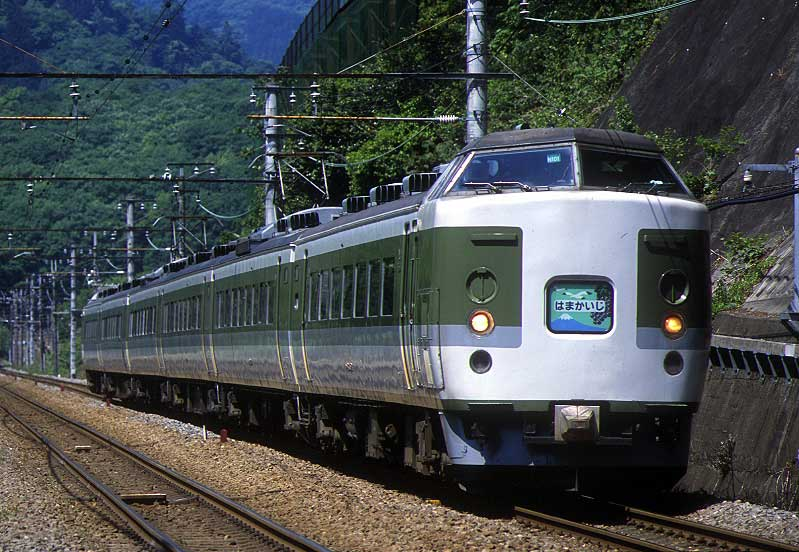
189系 「はまかいじ」

「はまかいじ」は、1996年4月27日からの土曜・休日（4月～11月、冬季は年末年始等のみ）に横浜駅 - 松本駅間を東海道本線（京浜東北線）・横浜線・中央本線・篠ノ井線経由で運転されていた臨時特急列車である。下り列車が朝、上り列車が夕方の運転であった。横浜駅周辺から中央東線沿線への旅客を意識したダイヤだったが、1998年から一時は朝の上りおよび夕方の下り列車を加えた2往復運転されていた。2往復運転されていた期間のうち、2号および3号は1999年7月 - 2001年9月に根岸線磯子駅、2001年10月 - 2002年11月には横須賀線鎌倉駅を横浜側の起終点としていた。
当初は甲府駅発着だったが、1998年7月4日から松本駅まで運転区間が延長された。
2019年1月3日を最後に設定が無くなり、同月18日に発表された2019年春季臨時列車の一覧に本列車は記載されなかった。理由としては、使用車両の185系200番台の老朽化、2019年からの中央線特急施策の変更、横浜駅京浜東北線ホームおよび横浜線内各駅へのホームドア設置などが挙げられた。
停車駅
- （鎌倉駅）-（北鎌倉駅）-（大船駅）-（磯子駅）-（桜木町駅）- 横浜駅 - 新横浜駅 - 町田駅 - 橋本駅 - 八王子駅 - 大月駅 -（勝沼ぶどう郷駅）- 塩山駅 - 山梨市駅 - 石和温泉駅 - 甲府駅 - 韮崎駅 - 小淵沢駅 - 富士見駅 - 茅野駅 - 上諏訪駅 - 下諏訪駅 - 岡谷駅 - 塩尻駅 - 松本駅
- なお、上下とも東神奈川駅で運転停車していた。

使用車両
- 185系200番台B3・B4・B5編成（大宮総合車両センター所属）：京浜東北線・根岸線を経由していたため、元田町車両センター（現・東京総合車両センター田町センター）配置だったデジタルATC搭載の編成が限定で使用されていた。かつては、グリーン車の入った7両編成で運転されていたが、2013年7月6日の運行からグリーン車の連結を廃止し、6両編成での運行となった。
- 183・189系（長野総合車両センター所属）：ATCが搭載されている183・189系N101編成で運行されていた。「はまかいじ」2・3号にのみ充当された。

### 信州かいじ
「信州かいじ」は、かつて新宿駅 - 松本駅間を中央本線・篠ノ井線経由で運転していた臨時特急列車である。
「はまかいじ」の八王子駅以西のダイヤをほぼ踏襲する臨時特急として「あずさ」54号・55号があったが、2019年3月のダイヤ改正で山梨県内の塩山駅・山梨市駅・石和温泉駅が「あずさ」の停車駅から外れたため、これらの駅に停車する臨時特急列車については「かいじ」として運転されることとなり、その副列車名として「信州かいじ」の名称が用いられた。
しかし翌2020年3月のダイヤ改正で、塩山駅・山梨市駅・石和温泉駅に停車する「あずさ」が復活したことから、以降は臨時列車についても再び「あずさ」として運転されることとなり、「かいじ」としての運転は1年で終了することなった。
なお、当列車は2019年2月22日に運行開始が発表されたことから、JR時刻表2019年3月号とJR時刻表を情報元としているJR東日本公式ホームページの時刻表には2019年2月26日時点では掲載が見送られていた。
停車駅
- 新宿駅 - 立川駅 - 八王子駅 - 大月駅 - 塩山駅 - 山梨市駅 - 石和温泉駅 - 甲府駅 - 韮崎駅 - 小淵沢駅 - 富士見駅 - 茅野駅 - 上諏訪駅 - 下諏訪駅 - 岡谷駅 - 塩尻駅 - 松本駅
  - 2019年3月16日のダイヤ改正により特急列車の停車本数が減少し、JR東日本及び同社八王子支社、同社長野支社に対し要望書が提出されていた山梨県峡東地域や長野県諏訪地域への停車を行っていた。
  - ホームドア設置に伴い廃止された前述の「はまかいじ」と八王子 - 松本間の停車駅が同一（2019年春時点では勝沼ぶどう郷駅への停車を行っていない）となっていた。

使用車両・編成
- 松本車両センター配置のE353系9両編成で運行されていた。

### むさしのかいじ

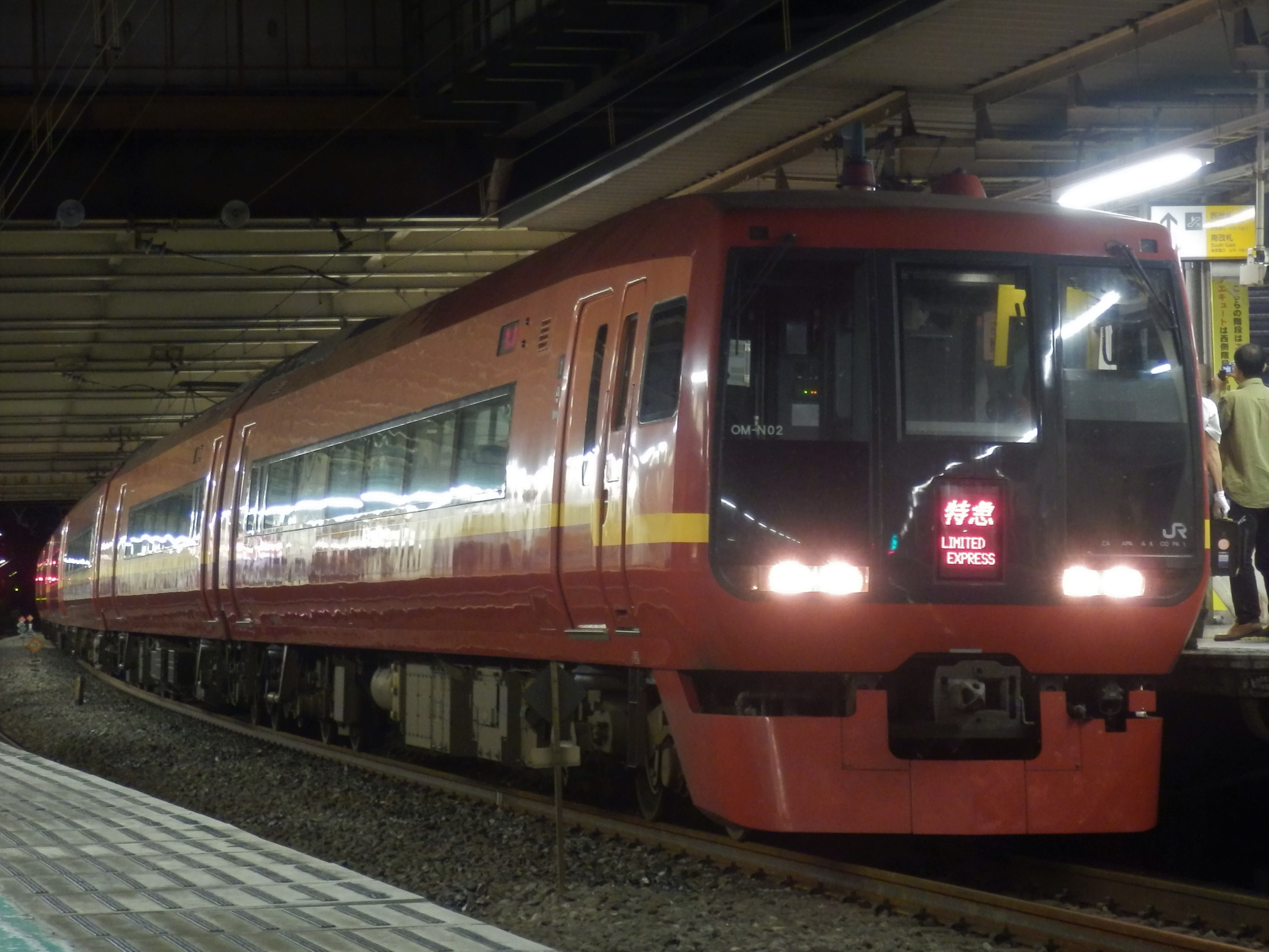
253系 「むさしのかいじ」

「むさしのかいじ」は、大宮駅 - 甲府駅間を東北本線（東北貨物線）・武蔵野線・中央本線経由で運転されていた臨時特急列車である。2014年9月27日から運転を開始した。
停車駅（むさしのかいじ）
- 大宮駅 - 北朝霞駅 - 新秋津駅 - 立川駅 - 八王子駅 - 大月駅 - 勝沼ぶどう郷駅 - 塩山駅 - 山梨市駅 - 石和温泉駅 - 甲府駅

使用車両・編成（むさしのかいじ）
- 大宮総合車両センター配置の253系1000番台6両編成で運行していた。

### ちばかいじ
「ちばかいじ」は、千葉駅 - 甲府駅間を総武本線・中央本線経由で運転されていた臨時特急列車である。2016年6月4日から運転を開始した。
停車駅
- 千葉駅 - 津田沼駅 - 船橋駅 - 錦糸町駅 - 新宿駅 - 三鷹駅 - 立川駅 - 八王子駅 - 大月駅 -（勝沼ぶどう郷駅）- 塩山駅 - 山梨市駅 - 石和温泉駅 - 甲府駅
  - 総武本線内は千葉駅発着の「あずさ」の停車駅に津田沼駅を追加した形であった。
  - 中央線内は一般的な「かいじ」と同じ停車駅であった。

使用車両
- 幕張車両センター所属のE257系500番台5両編成で運転された（全車普通車指定席）。

### 山かいじ
「山かいじ」は、立川駅 - 小淵沢駅間で運転されていた臨時特急列車。下り列車のみの設定で上り列車の設定はなかった。2018年は7月28日、8月4日、11日、12日に運転された。立川駅を早朝の5時台に出発するためJRは日帰り登山に便利な特急だとしていた。なお、塩山駅にある「NewDays KIOSK 塩山駅店」は「山かいじ」運転日のみ到着時刻と同時に開店していた。
停車駅
- 立川駅 - 八王子駅 - 大月駅 - 塩山駅 - 山梨市駅 - 石和温泉駅 - 甲府駅 - 韮崎駅 - 小淵沢駅

使用車両
- 幕張車両センター所属のE257系500番台5両編成で運転された（全車普通車指定席）。

この他にもかつて千葉駅 - 甲府駅間で幕張車両センター所属の255系を使用した臨時特急「ビューかいじ」が運行されていた。

## 特別企画乗車券
中央高速バスとの対抗上、千葉・新宿（東京都区内）駅 - 甲府駅以西の主要駅間を対象に、2019年3月改正までは、通年発売の特別企画乗車券「あずさ回数券」が設定されていた。
以降はえきねっと利用者に対して乗車券と特急券が最大で35%割引される「トクだ値」が一部列車・区間で設定されている。

## 中央東線優等列車沿革
中央東線での有料優等列車の歴史は太平洋戦争後の1948年（昭和23年）からである。しかし昭和前期に運転された同線の臨時普通列車・準急列車には、「高嶺」「アルプス」など地方鉄道管理局が独自に設けた列車愛称が付けられていたこともあった。

### 戦後の展開
- 1948年（昭和23年）7月1日：中央東線初の優等列車として、新宿駅 - 松本駅間に臨時夜行準急2403・2404列車を新設。
2005年（平成17年）時点のダイヤでは快速「ムーンライト信州」がこの列車に相当する。
- 1949年（昭和24年）9月15日：2403・2404列車は定期列車に格上げされ、列車番号も403・402列車となる。
- 1952年（昭和26年）4月15日：403・402列車から改められた407・408列車に「アルプス」と命名。またこの時、同区間に昼行準急列車も1往復設定される。
- 1954年（昭和29年）
  - この年、準急「きそ」の一部車両が名古屋駅 - 新宿駅間を直通運転。
  - 10月1日：新宿駅 - 松本駅間に臨時の昼行準急列車を1往復設定。
- 1955年（昭和30年）
  - 2月1日：定期の昼行準急列車を「穂高」、臨時列車を「白馬」と命名。
  - 8月20日：「白馬」を定期列車に格上げ。
- 1957年（昭和32年）10月1日：新宿駅 - 松本駅間に臨時夜行準急を1本設定。
- 1960年（昭和35年）
  - 1月1日：臨時夜行準急に「あずさ」の名称が与えられる。
  - 4月25日：「あずさ」は「白馬」に改称されて定期列車となり、「白馬」は2往復となる。「アルプス」は急行列車に格上げされ、55系気動車を導入し昼行2往復の気動車列車となった。また「白馬」にもキハ55系を導入。「穂高」は客車列車として残った列車の愛称になり、従来「アルプス」として走っていた夜行列車や臨時列車を組み入れて3往復体制となった。「アルプス」の運転開始により、従来の中央線「急行電車」の種別呼称を快速電車に変更する。
- 1961年（昭和36年）10月1日：サンロクトオのダイヤ改正により次のように変更。
  1. 「白馬」を急行列車に格上げし、使用車両を「アルプス」とともに58系気動車に置き換え。同時に、「白馬」のうち1往復を松本駅以北を準急扱いにして大糸線の信濃森上駅まで直通とした。
  2. 同車両を使用した昼行急行列車として「上高地」も新設。
  3. 準急「きそ」の名古屋駅 - 新宿駅間直通運転を終了。
  4. 新宿駅 - 甲府駅間で準急「かいじ」が運転開始。
- 1962年（昭和37年）12月1日
  1. 「穂高」のうち昼行列車を気動車急行化して「アルプス」に編入し、「アルプス」は昼行3往復、「穂高」は夜行1往復となる。「白馬」は2往復とも大糸線直通となり、うち1往復は糸魚川駅へ乗り入れることとなった。
  2. 「かいじ」に富士急行線河口湖駅発着の準急「かわぐち」が新宿駅 - 大月駅で併結開始。
- 1963年（昭和38年）5月21日：新宿駅 - 飯田駅間を中央本線・飯田線経由で運行する準急「赤石」を新設。新宿駅 - 辰野駅間は「アルプス」に併結。
- 1964年（昭和39年）10月1日：新宿駅 - 上諏訪駅間に165系電車による急行列車「たてしな」が運転開始。
- 1965年（昭和40年）
  - 1月：上り「たてしな」が岡谷駅まで臨時延長。
  - 3月：下り「たてしな」が岡谷駅まで臨時延長。
    - これらの列車は、上諏訪駅 - 岡谷駅間を普通列車として運行した。

  - 7月：臨時列車として、名古屋駅 - 茅野駅・小淵沢駅間の東西直通ダイヤが設定される（しかし、1966年・1972年には設定されなかった）。その中には小海線・飯田線直通列車もあった。
  - 10月1日：電化区間の延長に伴うこのときのダイヤ改正により、以下のように変更。
    1. 当時9往復存在した急行のうち、非電化区間に直通する2往復を除いた7往復を165系を導入して電車化。
    2. 列車愛称の整理を行う
      1. 「かいじ」が一旦廃止となる。
      2. 大糸線直通急行のうち、夜行列車を「白馬」から「穂高」に改称。
      3. 従来の「穂高」は「上高地」に改称。
      4. それまでの「上高地」は「アルプス」に統合。

    3. 「たてしな」は急行「アルプス」に編入。以後は臨時・季節列車として存続した。

  - 12月：新宿駅 - 松本駅間に電車急行「かいじ」新設。
    - 基本的には、上り・下りとも甲府駅周辺と東京とを結ぶようにダイヤ設定されていた。

### 特急「あずさ」の登場とその後の展開
- 1966年（昭和41年）
  - 3月15日：準急「赤石」を急行に格上げ。
  - 12月12日：新宿駅 - 松本駅間に特急「あずさ」を2往復新設。
本来は信越本線特急「あさま」とともに10月1日改正から運行を開始する予定であったが、複線化工事が遅れた関係で12月12日にずれ込んだ[31]。
田町電車区（→田町車両センター→現在の東京総合車両センター田町センター）配置の181系電車10両編成が充当され、上越線特急「とき」と共通運用であった。
途中停車駅は、甲府駅と上諏訪駅のみであった。
運転初日、下り「第1あずさ」が甲府駅を出発してすぐに、耕耘機と衝突する踏切事故を起こし、運転不能になった。この事故の影響で、上り急行「第2アルプス」の編成の一部を切り離して松本駅まで運転、上り「第2あずさ」も165系電車で代走した[31]。運転開始初日から急行形車両で代走する事態に陥った特急は珍しい。
運転開始当初、新宿 - 松本間の所要時間は最速で3時間57分、表定速度は61 km/hであった[32]。
- 1967年（昭和42年）10月1日：「赤石」の臨時便として臨時急行「こまがね」が運転される。
- 1968年（昭和43年）10月1日：ヨンサントオのダイヤ改正により次のように変更。
  1. 列車愛称の整理が行われ、急行「赤石」「天竜」の名称を「こまがね」に統合。
  2. 「かいじ」は新宿駅 - 甲府駅間を中央本線経由で運行する急行列車になる。

  - 定期列車は2往復、臨時列車として3往復を運行する（臨時列車のうち2往復は毎日運行）。また、毎日運行される列車は新宿駅 - 大月駅で急行「かわぐち」を併結していた。
- 1969年（昭和44年）
  - 4月25日：臨時列車を含むすべての「あずさ」が八王子駅に停車となる。
  - 7月1日：181系の運用移管が行われ、新潟運転所（現在の新潟車両センター）の配置となる。
- 1970年（昭和45年）
  - 「こまがね」が天竜峡駅まで延長運転される。
  - 10月：夜間の小淵沢行急行を近郊形電車である115系電車に165系グリーン車を組み込んだ専用編成により「かいじ5号」として下り1本増発。
- 1971年（昭和46年）4月：「あずさ」の大糸線信濃大町駅まで季節延長運転開始。
- 1972年（昭和47年）
  - 3月15日：定期「あずさ」の大糸線への季節延長区間を、白馬駅まで延長。
  - 10月2日：身延線身延駅まで運行する季節急行列車「みのぶ」運行開始。また、下りは最終の、上りは始発の「あずさ」として、初めて「かいじ」の源流ともいえる甲府駅発着の列車が1往復設定される。
  - 12月28日：臨時特急「あずさ銀嶺」運転開始（全車指定席）。年末年始の毎日と1、2月の金・土・休日（下り発駅基準。上りはそれぞれの翌日）運転。下りの53号（9003M）は新宿 - 白馬間の夜行、上りの52号（9004M）は松本 - 新宿間で、松本を夕方に出るダイヤとした。
- 1973年（昭和48年）10月1日：この時のダイヤ改正により、以下のように変更。
  1. 「あずさ」の一部に幕張電車区（現在の幕張車両センター）配置の183系電車0番台を使用開始（1972年10月改正時、増発列車用181系電車の向日町運転所からの転用と耐雪耐寒工事、中央東線対応改造の都合で、12月16日まで2往復に幕張電車区の183系を暫定的に使用している）[33]。自由席が設置されてエル特急となる一方で、東京駅 - 上野駅間の東北回送線が廃止になった関係で「とき」と運用が分離され、新潟運転所から長野運転所（現在の長野総合車両センター）に移管され、食堂車が廃止となる。
  2. 「たてしな」が季節列車化。「みのぶ」と併結運転になる。
- 1975年（昭和50年）
  - 3月10日：この時のダイヤ改正より「アルプス」を電車に統一。これに伴い糸魚川駅発着系統と、小海線直通の「八ヶ岳」は廃止。
    - この年の夏ダイヤ以後、臨時列車として運行された名古屋駅 - 茅野駅・小淵沢駅間の東西直通列車の設定がなくなる。

  - 12月6日：「あずさ」に投入されていた181系電車の置換えで189系電車を使用開始。
- 1976年（昭和51年）11月30日
  1. この日限りで「アルプス」のビュフェ車の営業を休止。
  2. 近郊形電車が使用された「かいじ」下り1本を快速列車に変更。
- 1978年（昭和53年）10月2日：この日実施されたダイヤ改正により次のように変更。
  1. 「下りは奇数・上りは偶数」に号数番号を統一。「たてしな」は、急行「アルプス」に名称が吸収される。
  2. 「かいじ」季節列車3往復を快速に変更し、定期列車2往復の運転になる。
- 1982年（昭和57年）11月15日：ダイヤ改正により、以下のように変更された。
  1. 「あずさ」の大糸線乗り入れを定期化し、運転区間を南小谷駅までに変更。
  2. 上越新幹線開業により「とき」が廃止され、183系1000番台の一部が長野運転所に転属して「あずさ」に転用された。
- 1983年（昭和58年）7月5日：中央本線のルートが「大八回り」と呼ばれた辰野駅経由から塩嶺トンネルの開通によりみどり湖駅経由の新線に切り替わったことにより、優等列車を中心に以下のように変更された。
  1. 「あずさ」は全列車新線を経由することになり、スピードアップが図られる。
  2. 「アルプス」は、「こまがね」併結列車など、一部の列車を除いて、新線経由になる。
  3. 「こまがね」は、飯田線唯一の急行として全列車存続（「伊那」が廃止され、「天竜」が松本以南で快速化されたことによる）。「こまがね5号」は、平岡駅行（飯田駅から普通）に運行区間を変更し、天竜峡以南に新宿駅発列車が初めて乗り入れる。
  4. 「かいじ」・「かわぐち」が定期列車1往復の運転になる。
- 1985年（昭和60年）3月14日：この時のダイヤ改正により、以下のように変更された。
  1. 幕張電車区の183系基本番台が運用から撤退し、長野運転所の183系1000番台・189系が全列車を担当するようになった。この時、田町電車区からも183系1000番台が長野運転所に転入している。
  2. 「アルプス」「こまがね」の分併駅を辰野駅から岡谷駅に変更し、昼行「アルプス」全列車がみどり湖駅経由に運行区間を変更。
  3. 「かいじ」を臨時列車に格下げ[34]。
  4. 「アルプス」「こまがね」と甲府「あずさ」の停車駅に立川駅が追加。
- 1986年（昭和61年）3月3日：ダイヤ改正により次のように変更。
  1. 「あずさ」23号・2号が三鷹駅に停車。また、甲府駅 - 松本駅の臨時延長を開始。

### 総特急化および「スーパーあずさ」運行開始
- 1986年（昭和61年）11月1日：ダイヤ改正により、以下のように変更された。
  1. 急行列車「アルプス」昼行列車と「こまがね」「みのぶ」「かいじ」を廃止し、特急「あずさ」に格上げ[34]。これにより、「あずさ」は改正前の12往復から22.5往復に増発され、東京駅・総武本線千葉駅発着列車も新設される[新聞 2]。なお「アルプス」は夜行列車のみとなり、同時に183系電車に置換え[34]。
  2. 東京駅発着便の「あずさ」が四ツ谷駅に、千葉駅発着便の「あずさ」が錦糸町駅に停車開始。
  3. 運用移管が行われ、長野運転所配置車は松本運転所（→松本電車区→現在の松本車両センター）に転属。また全列車9両編成での運転となる[35]。
  4. 松本駅方面の「あずさ」の立川駅停車開始。
  5. 「あずさ」停車駅に長坂駅、富士見駅が追加。
  6. 甲府「あずさ」の三鷹駅停車が本格開始。
  7. 甲府「あずさ」の停車駅に上野原駅・勝沼駅（現：勝沼ぶどう郷駅）が追加。

  - 「かいじ」・「かわぐち」は廃止されたが、列車自体は臨時快速列車として運転された。新宿駅発着の「ホリデー快速富士山」は「かわぐち」の名残である。
- 1987年（昭和62年）12月：「あずさ」に183系電車のグレードアップ仕様の車両を使用開始。車内放送用チャイムは、あずさ・後のかいじ用に数種類のメロディを用意してあり、季節や駅によって異なるものを流した。
- 1988年（昭和63年）3月13日：「あずさ」の甲府駅発着列車を「かいじ」に分離。指定席券発券時の誤記や誤乗車防止のため、列車の号数を「あずさ」は1号、「かいじ」は101号からとした。
  - 千葉駅発着便の「あずさ」が船橋駅と秋葉原駅と四ツ谷駅に停車開始。
  - 大糸線乗り入れの定期便の「あずさ」は、信濃大町駅 - 南小谷駅間は快速に格下げ。不定期で南小谷駅乗り入れについては、特急として運行。
  - 夏：「あずさ」6号・23号を海水浴客輸送のため千葉駅 - 千倉駅間を延長運転。内房線に直通した。その他臨時「かいじ」のダイヤを使用した甲府駅発安房鴨川駅行き臨時特急「わかしお」87号も運転。
- 1990年（平成2年）：「あずさ」の内房線直通がこの夏を最後に消滅。
- 1991年（平成3年）3月21日：成田空港駅開業により千葉駅発着の「あずさ」1往復を成田空港駅まで多客期の臨時列車として延長運転。列車名を「ウィングあずさ」として運転。1993年（平成5年）秋期まで運転された。
- 1993年（平成5年）12月23日：「あずさ」2往復に振り子式車両のE351系電車を使用開始[新聞 3]。
ただし当初、E351系は2編成のみの配属だったため、閑散期等は183系で代走する。
- 1994年（平成6年）12月3日：E351系による「スーパーあずさ」運行開始[新聞 4]。
また、このときより「スーパーあずさ」は1号から、「あずさ」は51号から号数が割り当てられた。
- 1997年（平成9年）10月12日：大月駅列車衝突事故によりE351系が破損し、翌年7月まで「スーパーあずさ」用の車両が不足。「スーパーあずさ」の一部列車が183系による代走となる。
- 2000年（平成12年）12月31日
  1. 松本駅 - 新宿駅間の最終列車「スーパーあずさ16号」が列車名を「ミレナリオスーパーあずさ16号」に変更した上で新宿駅 - 東京駅間を延長運転。
  2. 東京駅発甲府行きの最終列車「かいじ119号」は列車名を「20世紀かいじ119号」に変更して運転。
- 2001年（平成13年）
  - 1月1日：長野駅 - 新宿駅間の上り「アルプス」は列車名を「アルプス21世紀号」に変更し、長野駅の発車時刻を所定の前日23時25分から21世紀を迎えた直後の0時01分に繰り下げ。甲府駅から先は所定ダイヤで運転。
  - 9月8日・9日・15日・16日：臨時特急列車「あずさ木曽」が東京駅（8時18分発） - 上松駅（12時46分着）間を183系9両編成で運転。
中央本線の特急列車として、また国鉄分割民営化後初の中央東西線間直通運転を行った。
  - 12月1日：ダイヤ改正。

  1. 「あずさ」の車両を183系・189系からE257系に置き換え開始[36]。上りの急行「アルプス」を臨時列車化。
  2. 竜王駅改良工事完成に伴い、「かいじ」の上り始発列車と下り最終列車を竜王駅発着に延長。特別企画乗車券「かいじきっぷ」廃止。
- 2002年（平成14年）
  - 2月2日：新宿駅 - 松本駅間で「あずさ2号」を復活運行[36]。
辰野駅経由の旧線を経由したが、新宿駅の発車時刻は8時に「スーパーあずさ」3号が発車する関係で8時2分となった。この時のセレモニーでは狩人の2人も来場し『あずさ2号』を歌い、出発合図を送った。
  - 3月23日：「かいじ」5往復にE257系を投入。
  - 7月1日：「かいじ」全列車がE257系に置き換えられた[37]。
  - 12月1日：このときのダイヤ改正により、以下のように変更。
    1. JR東日本ではエル特急の呼称を廃止し、「スーパーあずさ」「あずさ」「かいじ」もエル特急の冠を廃止[38]。
    2. 7月の「かいじ」に続き「あずさ」の車両もE257系に統一[38]。千葉駅発着の「あずさ」は11両編成となり、ホーム有効長が10両編成分の秋葉原駅は通過となった。同時に、「あずさ」63号が廃止され、2本あった千葉駅発列車は1本へ減少した。
    3. 下りの急行「アルプス」を廃止[39][40][41]。これの代替として臨時快速「ムーンライト信州」が週末などに運行開始（ただし、従来の辰野駅経由からみどり湖経由へ変更となる）[41]。
- 2003年（平成15年）
  - 10月1日：定期乗車券と自由席特急券との併用を解禁[注釈 9]。
  - 12月31日:松本駅から東京臨海高速鉄道りんかい線新木場駅へ向かう臨時特急「カウントダウンあずさ94号」を運行[17]。
- 2004年（平成16年）3月13日：ダイヤ改正。「スーパーあずさ」「あずさ」の号数の振り方を区別せず、発車の早い順に通し番号とする。また「スーパーあずさ」の東京駅乗り入れ廃止。
- 2005年（平成17年）12月10日
  1. 「スーパーあずさ」11号・28号の松本駅 - 白馬駅間を臨時化し、多客時のみの運転となった。同時に「あずさ」の全列車が立川駅に停車となる。
  2. 「かいじ」を東京駅発22時台に1本増発（新宿駅発甲府行きを延長）。
- 2006年（平成18年）4月28日：「スーパーあずさ」「あずさ」「かいじ」「はまかいじ」の指定席での車内改札が原則省略となった。
- 2007年（平成19年）
  - 3月18日：「スーパーあずさ」「あずさ」「かいじ」の全列車・全席禁煙を実施。
  - 4月7日：NHK大河ドラマ『風林火山』放映に合わせ、新宿駅・甲府駅 - 長野駅間を運行する臨時特急「風林火山」運行開始。
  - 5月3日：一部の臨時「あずさ」号で189系あさま色の使用を開始。
- 2008年（平成20年）3月15日：一部時間帯を除き「スーパーあずさ」「あずさ」号が交互に運転されるようになる。
- 2010年（平成22年）3月13日：「スーパーあずさ」の大糸線直通（信濃大町発）を廃止、「スーパーあずさ」は全列車が新宿駅 - 松本駅間のみの運行となる。
- 2013年（平成25年）3月16日：「スーパーあずさ」の東京駅乗り入れを再開する。
- 2014年（平成26年）
  - 2月14日 - 18日：山梨県内の記録的な大雪の影響により5日間運休となる。
  - 11月23日 - 12月7日：長野県北部で起きた地震（長野県神城断層地震）の影響により、大糸線が一部不通となり、23日は松本駅以北で[42]、25日以降は白馬駅以北で運休。
- 2015年（平成27年）
  - 3月14日：「あずさ8号」が新宿駅行きから東京駅行きに延長[報道 4]。
  - 7月25日：新型車両E353系電車の量産先行車が総合車両製作所横浜事業所を出場する[報道 5][43]。塩山駅 - 長野駅間に臨時特急「甲信エクスプレス」運行開始。
- 2016年（平成28年）3月26日：東京駅発16時台に「あずさ」を増発（新宿駅発17時の特急「あずさ25号」を延長）
- 2017年（平成29年）
  - 3月4日：「あずさ」2・27号について、長坂駅を通過に変更。「かいじ」102・104・121号について、上野原駅を通過に変更。これにより、全ての特急列車が上野原駅・長坂駅を通過する[報道 6]。
  - 7月1日「信州ディスティネーションキャンペーン」の一環として新宿駅 - 南木曽駅間に臨時特急「木曽あずさ」運行開始[報道 7][報道 8]。
  - 12月23日：E351系「スーパーあずさ」の一部を置き換え、4往復8本でE353系の営業運転開始[報道 9]。
- 2018年（平成30年）
  - 3月16日：E351系による「スーパーあずさ」運転終了。
  - 3月17日：「スーパーあずさ」全列車をE353系に統一[報道 10]。
  - 7月1日：「あずさ」10往復中3往復、「かいじ」12往復中9往復にE353系を投入[報道 11]。

### 全車指定席化とその後の展開
- 2019年（平成31年/令和元年）
  - 3月16日：ダイヤ改正により、以下のように変更される[報道 12]。
    1. 定期列車をE353系に統一し、全列車車体傾斜装置を使用することで時分短縮（一部の臨時便は車体傾斜装置未搭載のE257系を使用）。「スーパーあずさ」の愛称廃止。
    2. 新たな着席サービス（全車指定席）が導入され、座席未指定券を発売開始。
    3. 「あずさ」の全列車が三鷹駅・塩山駅・山梨市駅・石和温泉駅を通過し[注釈 10]、これまで全停車していた上諏訪駅を通過する定期列車が設定される[注釈 11]。「かいじ」は全列車三鷹駅・四ツ谷駅を通過する。新宿駅 - 松本駅間の平均所要時間は上りで4分、下りで6分短縮されたものの、下諏訪駅などを含めて5駅で停車が2 - 12本減少[注釈 12]。
    4. これまで定期列車の「あずさ」の号数は1 - 2桁、「かいじ」の号数は3桁としていたがこれをやめ、それぞれ下り1号、上り2号からの愛称毎の通し番号とする。
    5. 車内販売を飲料・菓子類・つまみ類のみ販売に縮小する[報道 13]。

  - 10月12日 - 10月27日：令和元年東日本台風（台風19号）に伴う大雨により梁川駅 - 四方津駅間で土砂が流入し一部区間が運休となった影響で、「かいじ」・「富士回遊」と共に運休となる[報道 14]。
- 2020年（令和2年）
  - 3月14日：ダイヤ改正により、以下のように変更される[報道 15]。
    1. 一部列車の塩山駅・山梨市駅・石和温泉駅への停車を再開（朝夕2往復）[44]。その他大月駅・韮崎駅・富士見駅・下諏訪駅・岡谷駅・塩尻駅についても停車駅増加[新聞 6]。
    2. 1往復が千葉・新宿 - 大月間「富士回遊」と併結。これにより、「あずさ」3号が千葉発南小谷行きから松本行きに短縮され、代わりに新宿発の「あずさ」5号が南小谷行きになる。
    3. 号数が「あずさ」「かいじ」を含めた通し番号となる。
- 2022年（令和4年）
  - 3月12日：ダイヤ改正により、以下のように変更される[報道 16]。
    1. 運行本数を見直し（下り19・43号、上り14・58号は甲府駅発着に見直して「かいじ」での運行とする）。
    2. 上記列車の代替として「あずさ」17・18・21・54号の途中停車駅を追加し、全列車が立川駅と上諏訪駅に停車する。
    3. 「あずさ」6・10号について1本後の「かいじ」8・12号と運転区間・途中停車駅を入れ替え、「あずさ」8・12号、「かいじ」6・10号として運転する。
    4. 「あずさ」12号の運転区間が東京駅行きに延長される。
    5. 「かいじ」43号が東京駅発、6号が東京駅行きに延長される。
    6. 「かいじ」2号の運転時刻が繰り上げられ、新宿駅の到着が8時台となる。
- 2023年（令和5年）
  - 3月18日：ダイヤ改正により、「かいじ」2号、「あずさ」16号の運転区間が東京駅行きに延長される。これにより、午前中に新宿駅に到着する中央線特急が全て東京駅行きになる[報道 17]。
  - 8月15日 - 16日：臨時特急「諏訪湖花火大会号」を運転[報道 18]。上諏訪駅を15日の23時59分に発車、途中八王子駅、立川駅に停車し、新宿駅には翌16日の早朝5時に到着[注釈 13]。2024年にも運転された[報道 19]。
- 2024年（令和6年）
  - 7月12日、8月9日、9月13日、9月20日：臨時特急「アルプス」を運転[報道 20]。新宿駅を金曜日の23時58分に発車し、白馬駅には翌土曜日の早朝6時22分に到着。
- 2025年（令和7年）
  - 3月15日：ダイヤ改正により、以下のように変更される[報道 21]。
    1. 「あずさ」45・49・53・55号、「かいじ」47号を東京駅始発に延長。これにより、新宿駅を16時30分以降に発車する中央線特急が全て東京駅始発になる。
    2. 「あずさ」5号を南小谷行きから白馬行きに、「あずさ」38号を松本始発から白馬始発に、「あずさ」46号を南小谷始発から松本始発に変更。これに伴い、「あずさ」の南小谷駅発着を取りやめ。

### 臨時「かいじ」
- 1996年（平成8年）4月27日：横浜駅発着の「はまかいじ」運行開始[24]。
- 1998年（平成10年）
  - 7月4日：「はまかいじ」の運行区間が松本駅まで延長される[26]。
  - 10月4日：「はまかいじ」が1日2往復に増発される[25]。
- 2006年（平成18年）4月28日：事前に指定を受けた座席を利用した場合に限り、「はまかいじ」の座席指定席での車内改札を原則省略。
- 2007年（平成19年）3月18日：全列車全席禁煙となる。
- 2009年（平成21年）10月31日：11月1日・7日 - 8日 - 平塚駅発着、東海道本線・武蔵野線・南武線経由の「湘南かいじ」が運転される。
- 2013年（平成25年）7月6日：「はまかいじ」のグリーン車連結を廃止。
- 2014年（平成26年）9月27日：28日：大宮駅発着、武蔵野線経由の「むさしのかいじ」運転開始。
- 2016年（平成28年）6月4日：「ちばかいじ」運転開始。
- 2018年（平成30年）7月28日：夏の臨時列車として7月28日、8月4･11･12日に「山かいじ」が運転開始。
- 2019年（平成31年）
  - 1月3日：横浜駅ホームドア設置に伴い、この日の運転をもって「はまかいじ」が廃止。
  - 4月6日：臨時特急「かいじ55号（信州かいじ55号）」運転開始[28]。
  - 4月7日：臨時特急「かいじ54号（信州かいじ54号）」運転開始[28]。
- 2025年（令和7年）3月17日：ダイヤ改正に伴い平日に甲府駅5時台始発の東京行き臨時列車「かいじ」号（かいじ70号）を新設。

### 列車名の由来
（五十音順）
- 「赤石」（あかいし） - 南アルプスといわれる「赤石山脈」にちなむ。
- 「あずさ木曽」「木曽あずさ」 - あずさ+木曽（木曽地域）。木曽地域まで運転を行っていたことから。
- 「アルプス」 - 「日本アルプス」と総称される飛騨山脈（北アルプス）・木曽山脈（中央アルプス）・赤石山脈（南アルプス）にちなむ。
- 「ウィングあずさ」 - ウィング(翼)+あずさ。成田空港に乗り入れを行っていたことから。
- 「上高地」（かみこうち） - 長野県の景勝地「上高地」にちなむ。
- 「こまがね」 - 木曽駒ヶ岳の麓にある「駒ヶ根市」にちなむ。
- 「湘南かいじ」 - 従来から運転されていた「かいじ」に発着地の平塚を含む、相模湾沿岸地方を指す名称の「湘南」を冠する。
- 「信州かいじ」 - 従来から運行されていた「かいじ」に長野県の別称と長野県発着の意味合いである「信州」を冠する。
- 「たてしな」 - 茅野市付近の「蓼科高原」「蓼科山」にちなむ。
- 「ちばかいじ」 -　従来から運転されていた「かいじ」に千葉発着であることを示す「ちば」を冠する。
- 「白馬」（はくば） - 「白馬三山」と称される白馬岳（しろうまだけ）・杓子岳・鑓ヶ岳にちなむ。
- 「はまかいじ」 - 従来から運行されていた「かいじ」に横浜発着の意味合いである「はま」を冠する。
- 「ビューかいじ」 - 従来から運行されていた「かいじ」に使用車両の255系の愛称である「Boso View Express」の「ビュー」を冠する。
- 「風林火山」（ふうりんかざん） - 甲斐の戦国大名武田信玄の軍旗に記された『孫子』の「疾如風、徐如林、侵掠如火、不動如山 / 疾（はや）きこと風の如く、徐（しず）かなること林の如く、侵掠（しんりゃく）すること火の如く、動かざること山の如し」の通称にちなむ。
- 「穂高」（ほたか） - 飛騨山脈最高峰の奥穂高岳や前穂高岳などの総称名である「穂高岳」にちなむ。
- 「みのぶ」 - 目的地の身延線身延駅のある山梨県身延町にある「身延山」にちなむ。
- 「むさしのかいじ」 - 従来から運行されていた「かいじ」に武蔵野線経由を意味する「むさしの号」を冠する。
- 「山かいじ」 - 従来から運行されていた「かいじ」に登山者向け列車であることを意味する「山」を冠する。